# Láser de electrones libres

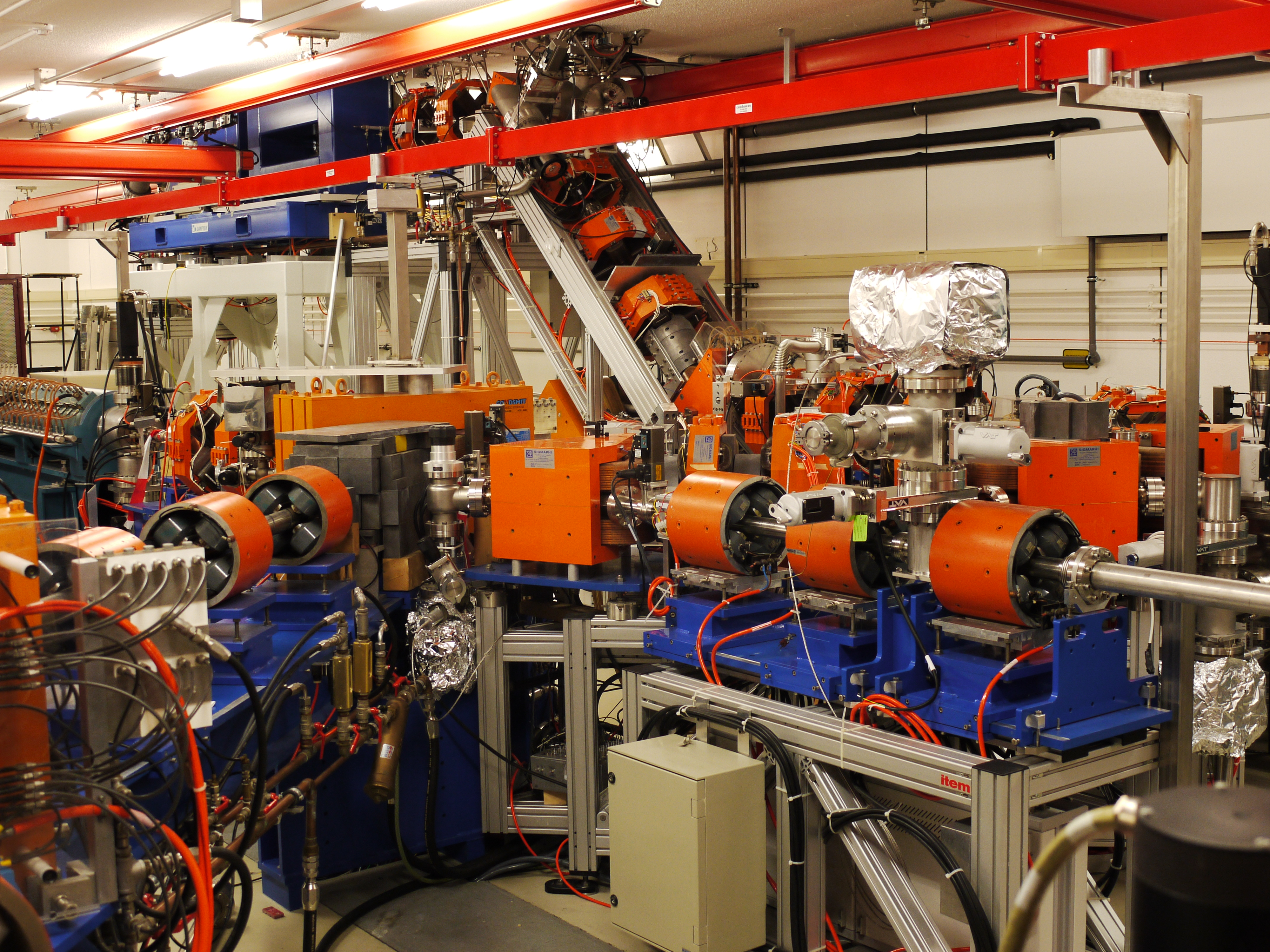
Láser de electrones libres FELIX (Nieuwegein)

El láser de electrones libres o FEL (sigla de free-electron laser en inglés) es un láser que comparte las propiedades ópticas de láseres
convencionales, es decir, la emisión de un haz coherente de radiación electromagnética que puede alcanzar una alta potencia, pero que
se basa un principio físico totalmente diferente para generar el haz: En lugar de excitar electrones a diferentes niveles de energía atómicos o moleculares, un FEL usa un haz de electrones acelerados a velocidades relativistas como medio activo para generar el láser; estos electrones no están ligados a átomos, sino que se mueven libremente en un campo magnético, de ahí el término «electrón libre».
John Madey construyó el primer láser de electrones libres en 1976. Actualmente existen más de una docena en funcionamiento o en construcción. Los láseres de electrones libres tienen el rango de frecuencias más amplio de todos los tipos de láser y son fácilmente sintonizables: 
actualmente se pueden obtener longitudes de onda en una amplia parte del espectro electromagnético, desde las microondas, pasando por la radiación infrarroja, lavisible, ultravioleta y hasta rayos X. Estos instrumentos son útiles para la investigación científica en física, química, biología, el desarrollo de nuevos materiales y tecnologías y tienen aplicaciones prácticas en medicina y la industria militar.

## Historia

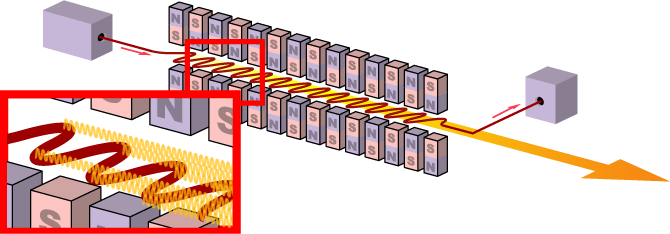
Diagrama de operación del FEL

El láser de electrones libres fue inventado por John Madey; el primer prototipo fue construido en la universidad de Stanford en 1976. La inspiración para el invento surgió de la investigación realizada por Hans Motz sobre los campos magnéticos periódicos conocidos como wigglers u onduladores, cruciales para generar el medio activo del láser de electrones. Madey utilizó un haz de electrones con una energía de 24 MeV y un wiggler de 5 m de longitud para amplificar la radiación. Al poco tiempo otros laboratorios empezaron a construir más láseres de este tipo. En 1992 se empezó a considerar la posibilidad de construir un FEL de rayos X. En 2009 empezó a funcionar el primero, LCLS (LINAC Coherent Light Source) en el Laboratorio Nacional de Aceleradores SLAC (California). En 2011, se puso en marcha SACLA (SPring-8 Angstrom Compact Free Electron Laser) en Japón, mientras que un tercero, el XFEL Europeo, se encuentra en construcción en Alemania.

## Creación del haz láser

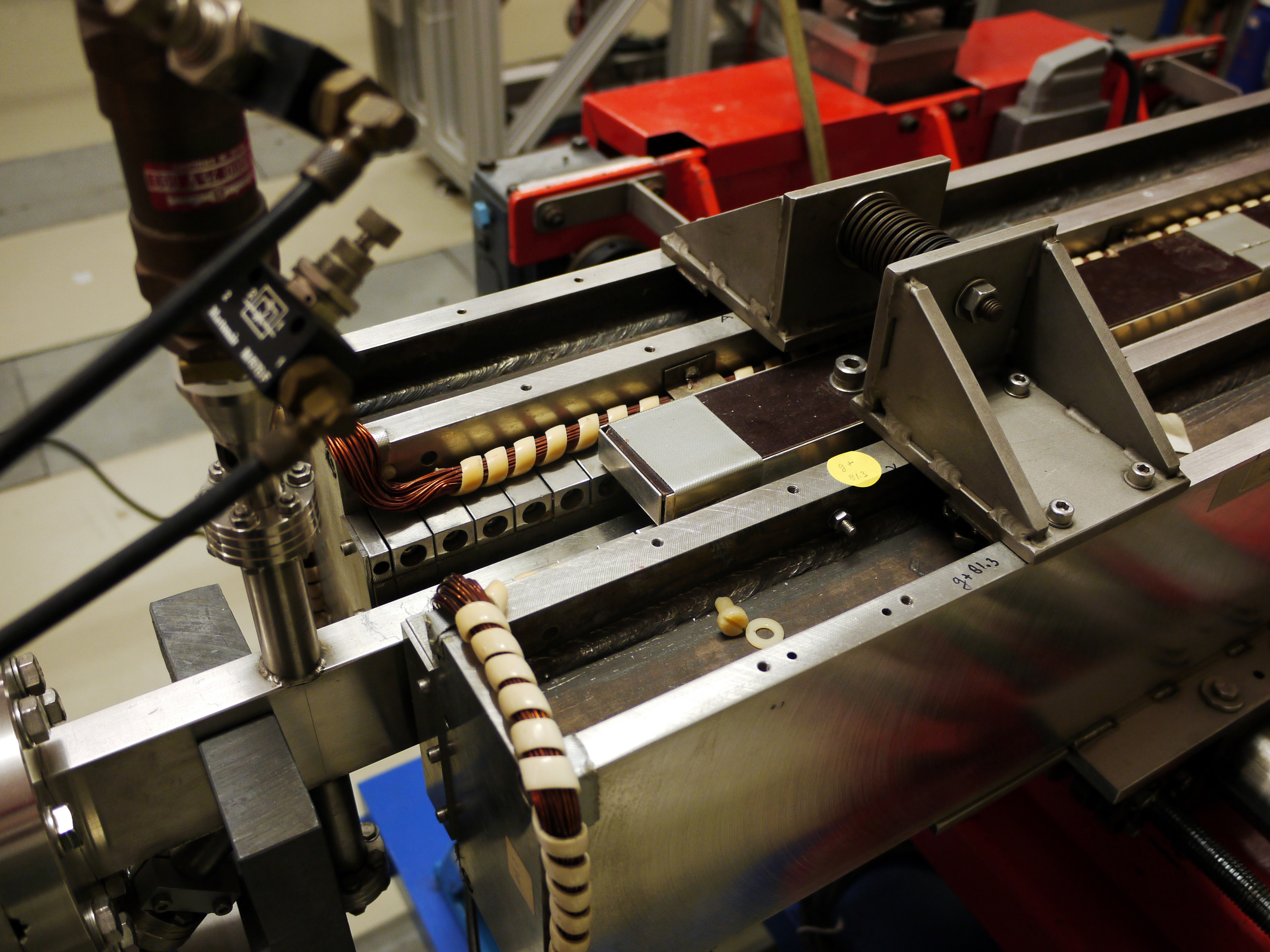
Ondulador de FELIX

Para generar la luz láser, se acelera un haz de electrones hasta que alcanza una velocidad cercana a la de la luz. Los electrones atraviesan un campo magnético periódico transversal, producido por dos hileras de imanes con orientación alternante de los polos. 
Esta configuración magnética se conoce con el nombre de  ondulador, porque los electrones que lo atraviesan describen una trayectoria sinusoidal. La aceleración que los electrones experimentan al seguir esta trayectoria resulta en emisión de luz o radiación sincrotrón. Esta radiación interactúa a su vez con el haz de electrones y causa que estos se separen en grupos muy concentrados separados por una longitud de onda de la radiación (microbunching). Los electrones así agrupados emiten en fase, con lo cual las amplitudes de radiación emitida por cada electrón se suman y su intensidad total es el cuadrado de la que se obtendría en un ondulador convencional. Además la intensidad se amplificada exponencialmente a lo largo del ondulador hasta que se alcanza un régimen de saturación, en el que los electrones empiezan a absorber tanta energía de la radiación como la que suministran; los FEL están normalmente diseñados para que la longitud del ondulador coincida con la longitud en la que se llega a la saturación.
El proceso en el que el campo electromagnético causante de la separación espacial de los grupos de electrones es debido a la oscilación de los electrones mismos, se conoce como SASE —Self Amplified Spontaneous Emission o emisión espontánea auto-amplificada—. También se puede causar la separación del haz de electrones inyectando un haz de luz coherente junto con los electrones (seeding en inglés, o «sembrado»). Existen varios métodos alternativos para efectuar el sembrado, como la generación de armónicos de alta ganancia —High Gain Harmonic Generation o HGHG— , en el que el campo «semilla» y el haz de electrones interactúan durante un número de ciclos durante los cuales la frecuencia de la luz se incrementa a un armónico superior, o la generación de armónicos por eco —Echo-Enabled Harmonic Generation o EEHG—, que usa dos campos semilla. El FEL FERMI fue el primero en implementar un sistema de sembrado, seguido por LCLS.

### Aceleradores

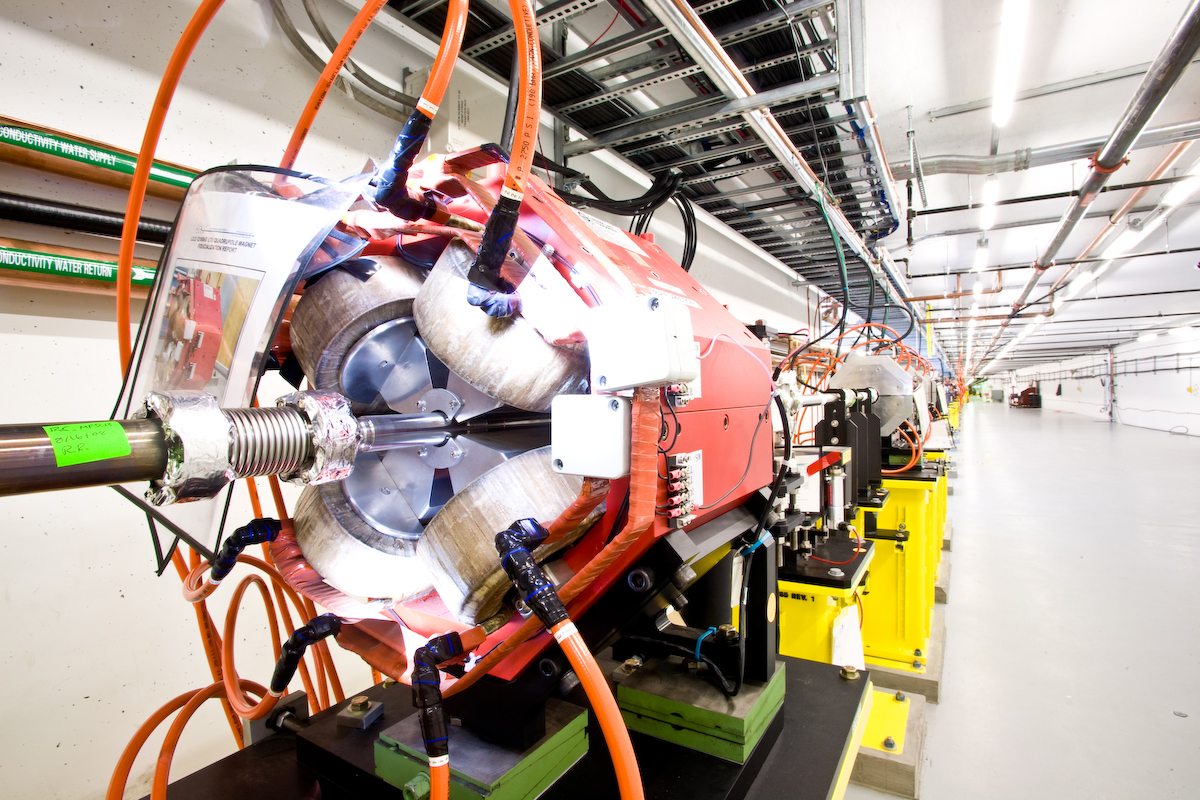
Cuadrupolo magnético en LCLS

El láser de electrones libre precisa el uso de un acelerador de electrones blindado con un escudo anti-radiactivo, ya que los electrones acelerados y la radiación que emiten son peligrosos. Los aceleradores están alimentados por un klistrón, que requiere un voltaje muy alto. El haz de electrones tiene que estar en un vacío para que no sea dispersado por materia o átomos presentes en la cavidad del láser. El vacío se mantiene gracias a numerosas bombas a lo largo del recorrido del haz. Para evitar que los electrones acelerados se dispersen y preservar la forma y tamaño del haz se utilizan lentes electromagnéticas, como cuadrupolos y sextupolos.

### Propiedades del láser
Longitud de onda
La longitud de onda de la luz emitida se puede ajustar o sintonizar cambiando la energía del haz de electrones o el campo magnético del ondulador (por ejemplo, variando la distancia entre los imanes)
Coherencia
La radiación SASE es coherente espacialmente, pero no temporalmente, debido a que inicialmente los electrones no irradian en fase. La coherencia temporal se puede conseguir mediante el sembrado del haz de electrones.
Radiación pulsada
Una propiedad interesante de estos instrumentos es que la radiación no es continua, sino que está separada en pulsos de una duración entre nano y femtosegundos. Esto los hace apropiados para investigar procesos físicos o químicos que tienen lugar en escalas de tiempo muy rápidas.

### Rayos-X

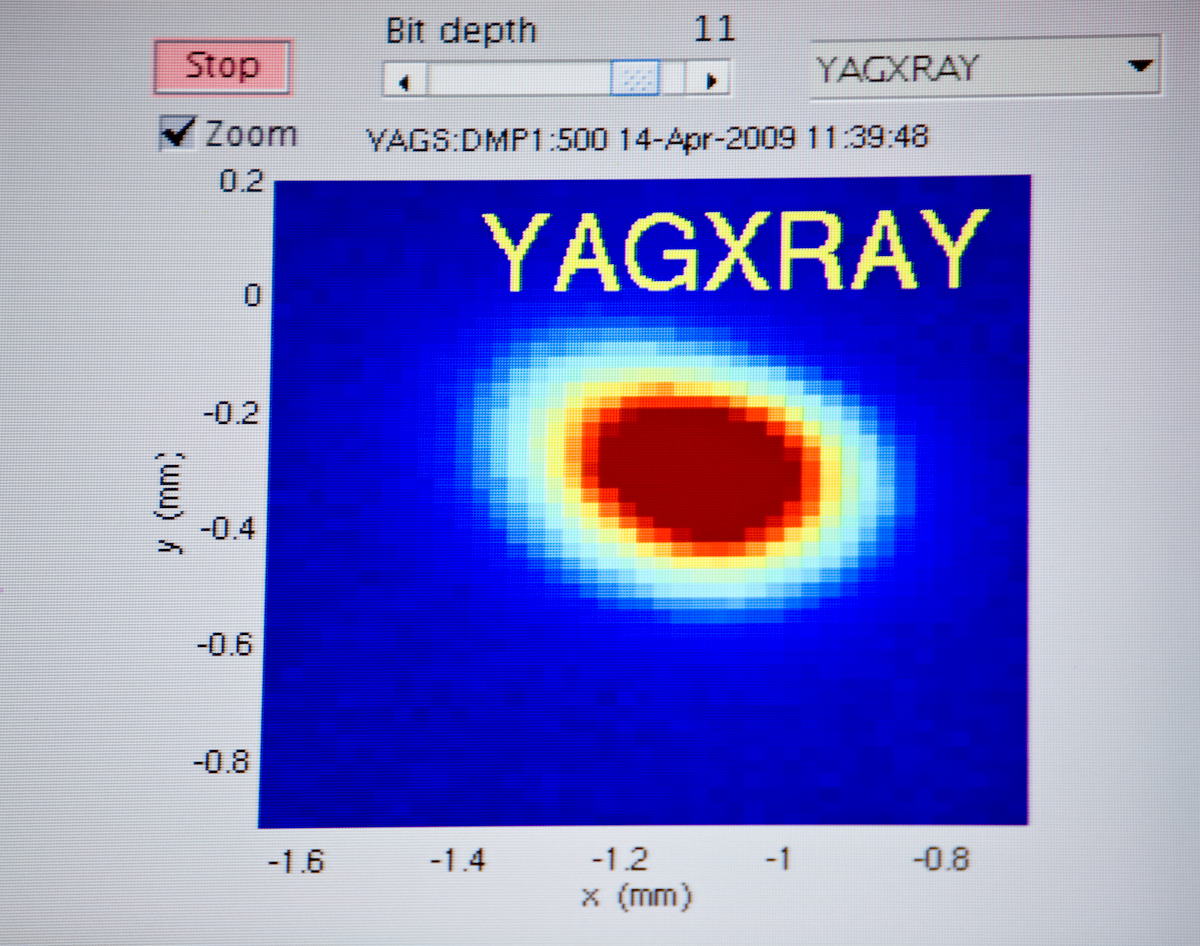
Imagen de la sección del haz de rayos X generado por el láser de electrones libres LCLS

La construcción de un FEL de rayos-X es particularmente complicada, debido a que el haz de electrones debe de estar muy colimado y concentrado para que el proceso de microbunching tenga lugar. En la práctica, longitudes de onda cerca de un ángstrom solo se pueden lograr utilizando aceleratores lineales de alta energía, como en SLAC (California) o DESY (Hamburgo) En Spring-8, el FEL SACLA utiliza un acelerador lineal de alto gradiente combinado con onduladores de periodo corto. Los instrumentos en funcionamiento se basan en la emisión espontánea (SASE). En 2012, se demostró experimentalmente la posibilidad de usar la propia emisión del FEL para iniciar el proceso de multibunching, un proceso llamado self-seeding o «autosembrado», que permite generar luz totalmente coherente de longitud de onda corta.

## Usos y aplicaciones

### Medicina
El doctor Glenn Edwards y sus colegas del centro FEL de la universidad de Vanderbilt descubrieron en 1994 que los tejidos blandos como la piel, córnea y el tejido cerebral se pueden seccionar usando un FEl de longitudes de onda infrarrojas de unos 6,45 micrómetros, sin apenas infligir daños en el tejido circundante. En 1999, un equipo médico de Vanderbilt realizó la primera operación en un ser humano para extirpar un tumor cerebral usando un láser de electrones libres. Desde entonces ha habido varios proyectos de construcción de láseres pulsados de pequeño tamaño sintonizables entre longitudes de onda de 6 y 7 micrómetros para operar en tejido blandos sin dañar las zonas circundantes. 
En 2006, el doctor Rox Anderson, del Laboratorio Wellman de Fotomedicina de la Escuela Médica de Harvard y del Hospital General de Massachusetts presentó los primeros resultados del uso del láser de electrones libres para destruir el tejido graso subcutáneo sin dañar la piel. Mientras que las radiaciones infrarrojas calientan el agua, con longitudes de onda de 915, 1210 y 1720 nanómetros, los lípidos se calientan más que el agua.  Esta sensibilidad a la fototermólisis (termólisis por luz) de los tejidos adiposos a determinadas longitudes de onda se puede utilizar para tratar el acné, destruir los lípidos causantes de la celulitis y el exceso de grasa corporal, así como las placas arteriales que pueden dar lugar a la ateroesclerosis y enfermedades cardiovasculares.

### Usos militares
La Armada de los Estados Unidos está evaluando la tecnología de láseres de electrones libres como misiles y armamento antiaéreo. Se ha hecho mucho progreso en elevar la potencia del láser, hasta llegar por encima de los 14kW. Se cree posible poder construir láseres compactos de una potencia de multi-megavatios para fines militares. En 2009 la Oficina de Investigación Naval anunció que había concedido a Raytheon un contrato para el desarrollo de un FEL experimental de 100 kW. En marzo de 2010, la compañía Boeing concluyó un diseño inicial para la Armada de los Estados Unidos; La finalización del prototipo capaz de operar a plena potencia está prevista para 2018.

### Ciencia de materiales y biología

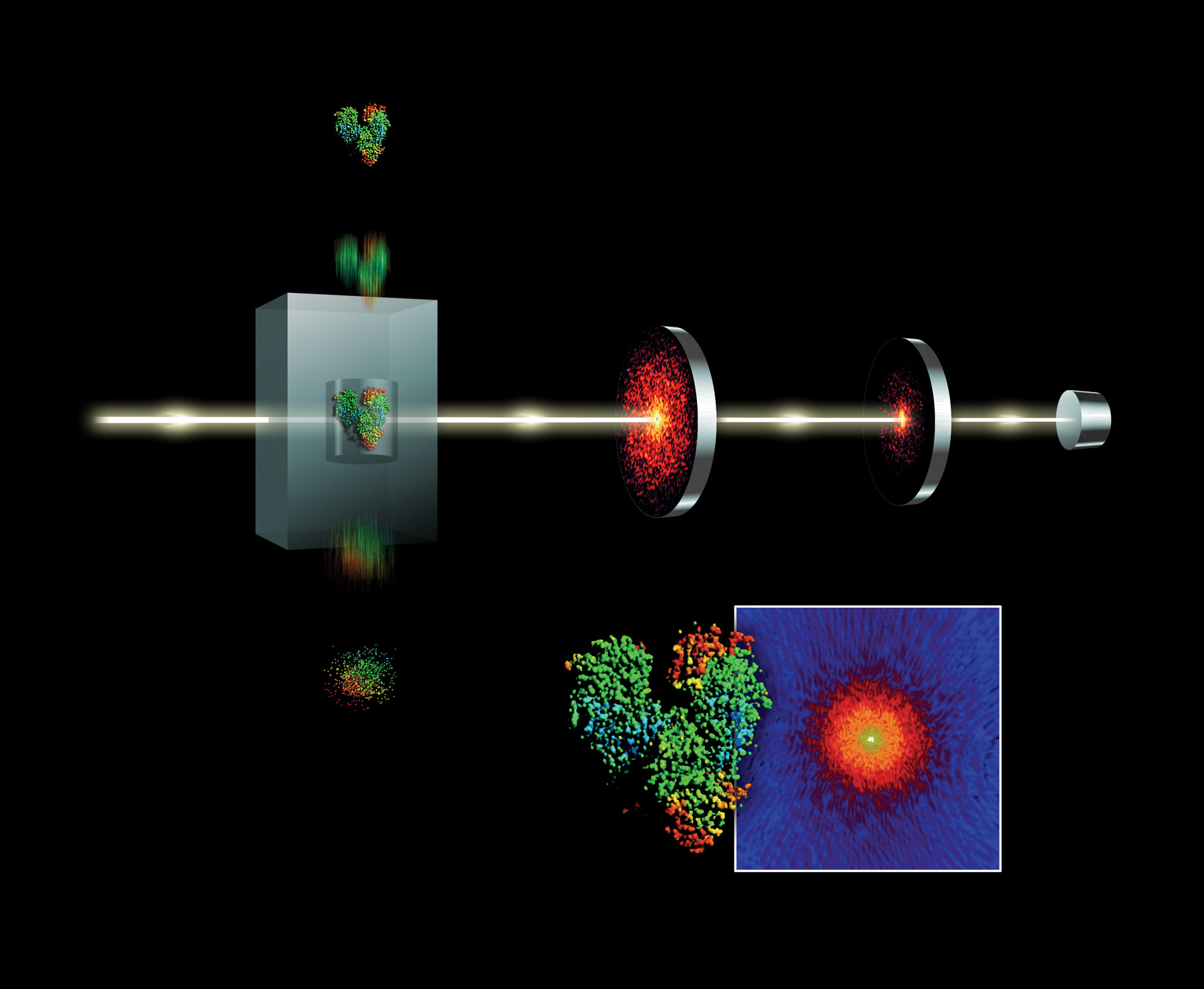
Reconstrucción de la estructura tridimensional de una molécula en un FEL de rayos X (simulación). Con un pulso de unas poca decenas de femtosegundos es posible generar un patrón de difracción antes de la total destrucción de la molécula por el haz.

A longitudes de onda largas,  los láseres de electrones libres se utilizan para explorar la propiedades dinámicas de materiales lejos de estados de equilibrio. Se han obtenido resultados importantes en electroóptica, —disciplina que estudia el cambio de las propiedades ópticas de los materiales sometidos a un campo eléctrico intenso—, control de estados cuánticos coherentes de los electrones, de importancia para el desarrollo de la computación cuántica, y física de materiales.
En el régimen del espectro ultravioleta destacan las aplicaciones en el campo de la microscopía electrónica de emisión, en las que el haz láser se utiliza para excitar fotoelectrones de la superficie de diversos materiales; el análisis de estos electrones resulta en importante información sobre las propiedades de la superficie, que resultan importantes para aplicaciones nanotecnológicas.
Los haces ultravioletas y de rayos-X de femto y picosegundos de duración se utilizan para investigar en detalle reacciones químicas y transiciones entre estados atómicos y moleculares que tienen lugar en una escala temporal similar a la duración del pulso del láser.
En 2011 se reconstruyeron las primeras imágenes de la estructura tridimensional de macromoléculas biológicas a partir de los patrones de difracción de partículas víricas y nanocristales de proteínas en el FEL de rayos X de Stanford. Estos experimentos son difíciles o imposibles de realizar en otras fuentes de rayos-X, como los sincrotrones, demasiado débiles para producir diffracción a partir de muestras de tan pequeño tamaño.

### Láseres de rayos X atómicos
Los láseres de electrones de rayos X posibilitan la obtención de luz láser de alta energía mediante el proceso de inversión de población generado por la ionización de los electrones del orbital atómico de mayor energía. Este proceso, descrito teóricamente en 1967 se demostró por primera vez disparando a una cápsula de neón con un haz de rayos X del LCLS. El resultado es un haz muy monocromático, con una longitud de onda de 1,46 nm con coherencia espacial y temporal. Este tipo de láseres atómicos pueden ser muy útiles para experimentos espectroscópicos de alta resolución y estudios de efectos ópticos no lineales.